# 宮野秋彦
宮野 秋彦（みやの あきひこ、1923年（大正12年）10月15日 - 2016年（平成28年）12月7日）は、日本の建築学者。名古屋工業大学名誉教授。元日本熱物性研究会会長。元日本建築学会副会長。

## 人物・経歴
名古屋生まれ。1944年名古屋高等工業学校（現名古屋工業大学）建築科卒業。1945年東京工業大学工学部建築学科卒業。1962年東京工業大学工学博士。東京工業大学助手、同助教授、名古屋工業大学助教授、同教授を経て、退官後福山大学教授、名古屋工業大学名誉教授。1972年日本建築学会賞受賞。1986年日本熱物性研究会会長。1987年日本建築学会副会長。2001年勲三等瑞宝章受章。日本建築学会名誉会員、日本熱物性学会名誉員、中国文物学会名誉理事。半澤重信とともに倉の調査を行うなどし、のち建築環境工学の第一人者として、中尊寺金色堂覆堂改修工事などに携わった。

## 著書
- 『建物の断熱と防湿』学芸出版社 1981年
- 『雨漏りの話』アメックス協販 1992年
- 『古代日本の屋根 第2版』アメックス協販 1994年
- 『屋根の知識』日本屋根経済新聞社 1994年
- 『雪と屋根』アメックス協販 1996年
- 『屋根の物理学』日本屋根経済新聞社 2000年